# Stereodon tectorum
Stereodon tectorum là một loài Rêu trong họ Hypnaceae. Loài này được (Funck ex Brid.) Brid. mô tả khoa học đầu tiên năm 1827.